# Nationaal park Triglav
Het Nationaal Park Triglav (Sloveens: Triglavski Narodni Park) is een nationaal park in de Julische Alpen. Het ligt in de regio Gorenjska, in het noordwestelijke grensgebied van Slovenië. Het is vernoemd naar de berg Triglav die ook het nationale symbool is. Het park is bereikbaar vanaf Villach en Ljubljana. In Trenta is het Dom Trenta informatiecentrum over het Triglav Nationaal Park.

## Landschap
De berg Triglav ligt nagenoeg in het hart van het nationale park, waar de rivieren de Soča en de Sava door stromen. In het noorden liggen de plaatsen Kranjska Gora en Jesenice. Aan de randen van het park ligt het Meer van Bohinj en het Meer van Bled. Het midden en noorden van het park zijn bergachtig, met de Triglav van 2864 meter als hoogste punt. Dit gebied wordt vrijwel geheel omkranst door rivieren, waarbij de bergbeek de Tolminka in het zuiden via watervallen en diepe kloven afdaalt naar het laagste punt van het park. Dat ligt op 180 meter, zodat het park een hoogteverschil heeft van bijna 2700 meter.

## Geschiedenis
De eerste plannen voor bescherming in dit gebied waren al klaar in 1908, maar werden nooit gerealiseerd. In 1924 werd Joegoslavië, waartoe Slovenië destijds behoorde, het vijfde Europese land met een nationaal park, met een oppervlakte van 16 km² onder de naam Alpenbeschermingspark voor het Triglav-merengebied. In 1961 werd het uitgebreid naar 20 km² en kreeg het zijn huidige naam. In 1981 kreeg het park zijn huidige vorm en werd het beschermingsgebied meer dan veertig keer zo groot.

## Oppervlakte
Met een oppervlakte van meer dan 838 km² beslaat het Nationaal Park Triglav ruim vier procent van het oppervlak van Slovenië. Het is ongeveer even groot als de grondoppervlakte van de twintig Nederlandse nationale parken samen. Nederlandse en Belgische gebieden van enigszins vergelijkbare oppervlakte zijn Waals-Brabant en de Veluwe. Beide zijn ongeveer 20% groter dan het Sloveense park.

## Fotogalerij

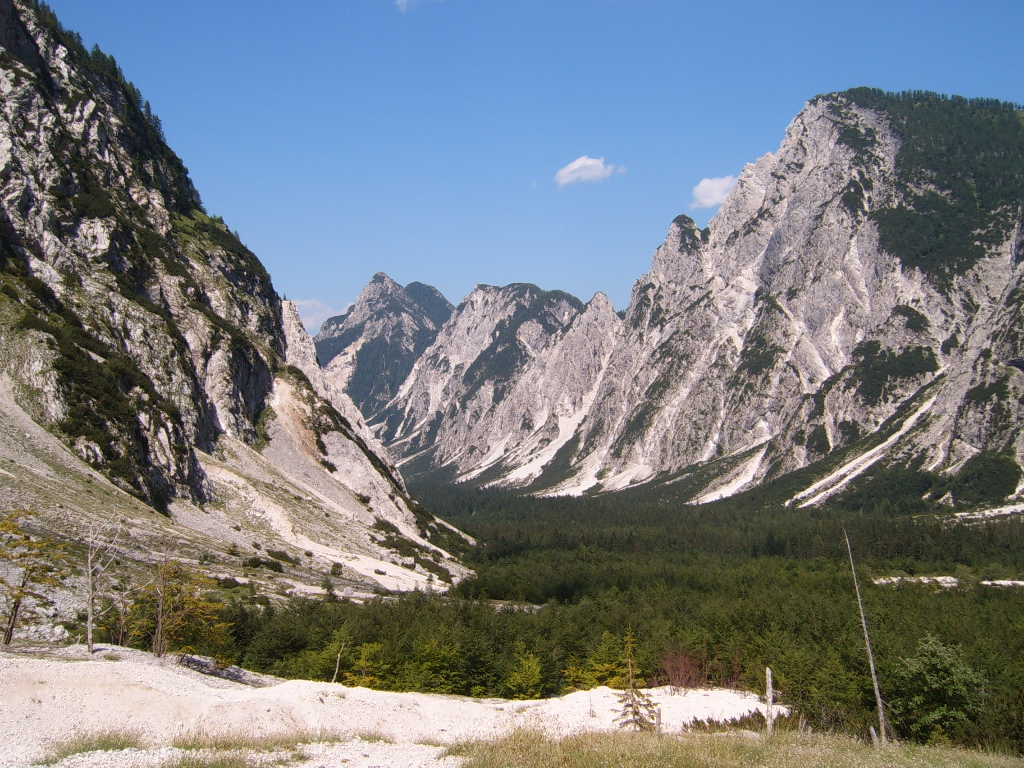
Planica-vallei
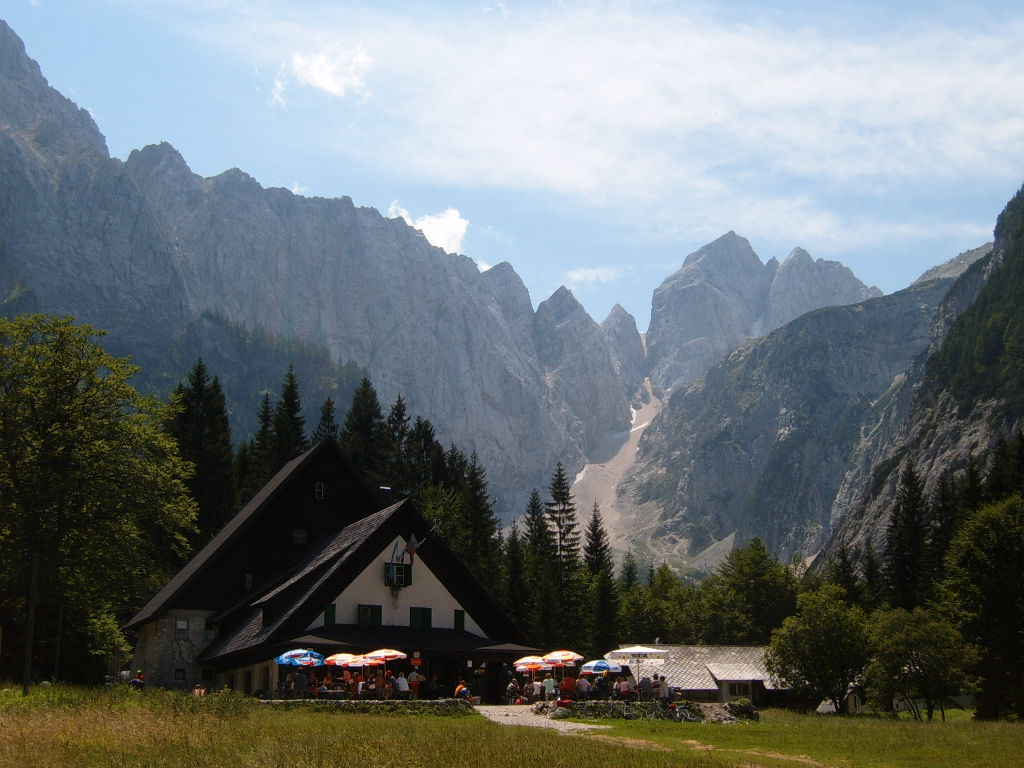
Tamar, het dal van de Planica-vallei